# カール・ヴィルヘルム・フェルディナント (ブラウンシュヴァイク＝ヴォルフェンビュッテル公)

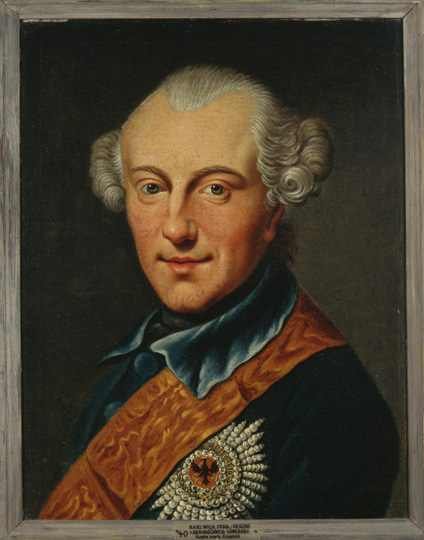
カール・ヴィルヘルム・フェルディナント、ヨハン・ゲオルク・ツィーゼニスによる画の複写。

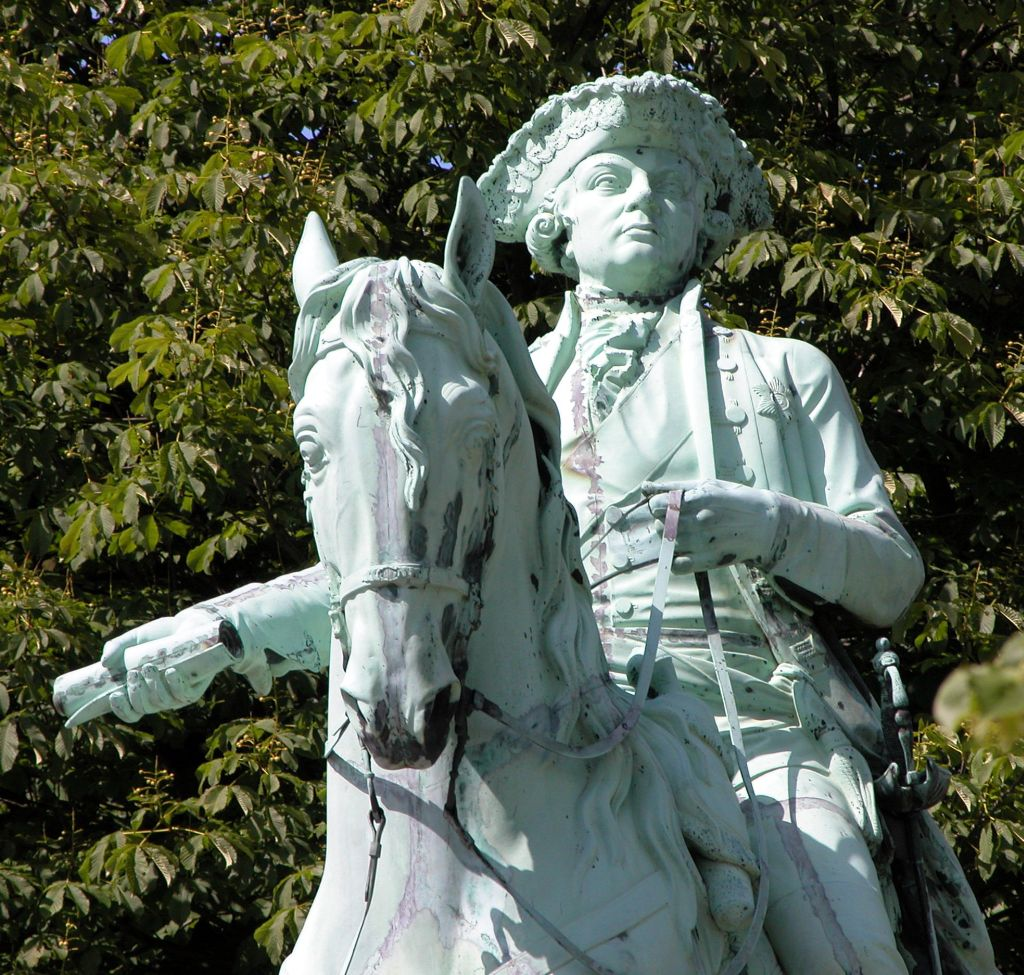
ブラウンシュヴァイク市内のカール・ヴィルヘルム・フェルディナント像

カール（2世）・ヴィルヘルム・フェルディナント（Karl (II.) Wilhelm Ferdinand von Braunschweig-Wolfenbüttel, 1735年10月9日 - 1806年11月10日）は、ドイツのブラウンシュヴァイク＝リューネブルク公の1人で、ブラウンシュヴァイク＝ヴォルフェンビュッテル侯（在位：1780年 - 1806年）。ブランデンブルク＝プロイセンに元帥として仕えた。また1791年以降死去するまで、数学者カール・フリードリヒ・ガウスの後援者でもあった。

## 生涯
フェルディナントはブラウンシュヴァイク＝ヴォルフェンビュッテル公カール1世とその妻でプロイセン王フリードリヒ・ヴィルヘルム1世の娘であるフィリッピーネ・シャルロッテの間の第1子、長男として生まれた。公爵家の世継ぎとしてヨハン・フリードリヒ・ヴィルヘルム・イェルーザレムらの家庭教師から幅広く高度な教育を受け、若い頃にネーデルラント、フランス、ドイツ諸国を旅行している。
プロイセン王家との親戚関係や同盟関係から、ブラウンシュヴァイク＝ヴォルフェンビュッテル侯領の軍隊はプロイセン軍に従属する立場にあり、フェルディナントも若くして七年戦争に参加し、同盟軍の一角としてハーステンベックの戦い、ミンデンの戦いやヴァールブルクの戦いを戦った。この時、フェルディナントは軍務から離れるようにとの父の命令を拒み、大喧嘩をしている。2人の叔父で高名な将軍だったルートヴィヒ・エルンストとフェルディナントは、公爵とは逆に甥を応援した。父と叔父達の対立の板挟みになったフェルディナントは、結局は北ドイツ諸邦の盟主であるフリードリヒ2世を味方に引き入れた父に敗れ、軍務から退いている。
1764年1月16日、カール・ヴィルヘルム・フェルディナントはロンドンのセント・ジェームズ宮殿において、イギリス王ジョージ3世の姉で又従妹のオーガスタと結婚した。2人の夫婦関係は王族にありがちな因習的で型にはまった形式的なものだった。間に生まれた2人の娘、アウグステ・カロリーネとカロリーネ・アマーリエの結婚は、どちらも悲惨な失敗に終わった。息子4人のうち、末息子で4男のフリードリヒ・ヴィルヘルムだけが身体的にも知的にもずば抜けて恵まれていて、1806年には父の後継者となった。1766年にイタリア旅行に出かけたフェルディナントは、同国でドイツ系女性マリア・アントーニア・フォン・ブランコーニと出会い、以後10年ほど愛人関係にあった。2人の間にはカール・アントン・フェルディナント（1767年 - 1794年）という息子も生まれ、フォルステンブルク伯爵（Graf von Forstenburg）の姓を与えられた。
1773年、カール・ヴィルヘルム・フェルディナントは父の後を継いで、ブラウンシュヴァイク＝ヴォルフェンビュッテル侯（同時にブランシュヴァイク＝リューネブルク公の称号も受け継ぐ）となった。侯領の統治は始めのうちは上手くいった。政府による改革が成功したことで、小規模なヴォルフェンビュッテル侯領は繁栄した。イェルーザレムや教育学者ヨアヒム・ハインリヒ・カンペの薫陶のおかげで、フェルディナントは典型的な啓蒙専制君主に育っていた。
1777年、愛妾マリア・アントーニア・フォン・ブランコーニと別れたカール・ヴィルヘルム・フェルディナントは、ルイーゼ・フォン・ヘルテフェルトを新しい愛人にした。フェルディナントは妻オーガスタとは別居したまま、残りの30年をルイーゼと幸福に暮らした。フェルディナントの娘カロリーネ・アマーリエによれば、ルイーゼは「宮殿の中に住む者の中では、最も美しく最も賢い被造物」だった。
しかし、カール・ヴィルヘルム・フェルディナントが真に情熱を注いでいたのは軍事だった。アメリカ独立戦争が起こった時、彼はイギリスを支援するためブラウンシュヴァイク軍を派遣している。1787年、フェルディナントはプロイセンの元帥に就任、同年の夏に軍を引き連れてヴェーゼルに進軍し、9月にはネーデルラントを占領した。総督のオラニエ公ウィレム5世と夫人のヴィルヘルミーネは、同国で内戦が起きて以来苦境にあり、これを助けるためだった。総督夫妻の敵である「愛国派」は、占拠していたアムステルダムを逃れ、同市は10月10日にブラウンシュヴァイク公の軍隊に降伏した。ブランデンブルク門は、この時プロイセン王フリードリヒ・ヴィルヘルム2世が自分の妹ヴィルヘルミーネと、彼女を救ったフェルディナント及び2万6000人の兵隊を歓迎するために築かせたものとされている。
カール・ヴィルヘルム・フェルディナントはフランス革命戦争（第1次対仏大同盟戦争）においてプロイセン＝オーストリア連合軍の最高司令官に就任し、フランス革命軍を壊滅させるべく戦った。フェルディナントが1792年7月25日に発表した粗末な文章の「ブラウンシュヴァイクの宣言」は、フランス王族に危害が加えられればパリ市民が報復を受ける、という威嚇であった。宣言文はテュイルリー宮殿襲撃事件（8月10日事件）を誘発し、結果としてフランス王制の破滅を招いた。ヴァルミーの戦いで敗北すると、フェルディナントは最高司令官から降格された。
第四次対仏大同盟戦争中、プロイセン軍最高司令官となったカール・ヴィルヘルム・フェルディナントの愚かしい作戦計画や決断のせいで、プロイセン軍は後退を続けた。フェルディナントが伯父のフリードリヒ2世から受けた「プロイセン軍最高の元帥」という称賛は、既に前世紀の過去の遺物となり、老司令官の優柔不断さは非難の的になった。
1806年10月14日、イエナ・アウエルシュタットの戦いを指揮していた時、フェルディナントはヘッセンハウゼン（現在のバート・ケーゼン）近郊でフランス元帥ルイ＝ニコラ・ダヴーと交戦、銃弾を浴びて重傷を負った。勝利したナポレオン率いるフランス軍から逃れるためフェルディナントは瀕死の状態で中立国家デンマークの領域に逃れ、11月10日にオッテンゼンにおいて、71歳で亡くなった。ブラウンシュヴァイク＝ヴォルフェンビュッテルは中立を宣言したが、フランスに占領され、翌1807年にはフランスの衛星国ヴェストファーレン王国に取り込まれた。
カール・ヴィルヘルム・フェルディナントの遺骸はブラウンシュヴァイク聖堂に葬られた。長男カールは父の死の直前に亡くなり、次男のゲオルクと3男のアウグストは知的障害のために継承権を放棄していた。このため、ヴォルフェンビュッテルはフェルディナントの弟フリードリヒ・アウグストからエールス公領を相続していた末息子のフリードリヒ・ヴィルヘルムが継いだ。フリードリヒ・ヴィルヘルムはヴォルフェンビュッテル侯領を奪回すべく、ゲリラを率いてフランスと戦うことになる。

## 人物
- フリーメイソンであり、「国民グランドロッジ」のグランドマスターを務めた[2]。

## 子女
妻オーガスタとの間に7人の子女があった。
- アウグステ・カロリーネ（1764年 - 1788年） - 1780年、ヴュルテンベルク公フリードリヒ（後のヴュルテンベルク王フリードリヒ1世）と結婚
- カール・ゲオルク・アウグスト（1766年 - 1806年） - 公世子、1790年にオラニエ公ウィレム5世の娘ルイーゼと結婚。父に先立って死去。
- カロリーネ・アマーリエ（1768年 - 1821年） - 1795年、従弟に当たるイギリス王ジョージ4世と結婚
- ゲオルク・ヴィルヘルム・クリスティアン（1769年 - 1811年）
- アウグスト（1770年 - 1822年）
- フリードリヒ・ヴィルヘルム（1771年 - 1815年） - エールス公、ブラウンシュヴァイク＝ヴォルフェンビュッテル公（後にブラウンシュヴァイク公）
- アメーリエ・カロリーネ・ドロテア・ルイーゼ（1772年 - 1773年）